# Robert Ley
Robert Ley (Niederbreidenbach, 15 de fevereiro de 1890 — Nuremberg, 25 de outubro de 1945) foi um político nazista, chefe da Frente Alemã para o Trabalho durante o governo de Adolf Hitler. Preso ao final da guerra em Nuremberg por crimes de guerra cometeu suicídio durante o julgamento.
Após estudar química nas universidades de Jena e Bonn, Ley alistou-se no exército alemão no início da Primeira Guerra Mundial e passou dois anos na artilharia enquanto fazia treinamento para piloto da Força Aérea. Em 1917 seu avião foi abatido sobre a França e ele se tornou prisioneiro até o fim da guerra. Na queda, sofreu diversos ferimentos na cabeça, o que se acredita tenha provocado danos cerebrais permanentes, pois a partir daí e pelo resto da vida ele passou a exibir uma gagueira constante, surtos de comportamento errático e se tornou alcoólatra.
Após a guerra voltou à Alemanha e conseguiu o doutorado em química, passando a trabalhar no ramo alimentício da gigante alemã IG Farben, em Leverkusen, no vale do Ruhr. Angustiado e enraivecido com a ocupação da região pela França em 1924, Ley tornou-se um ultra-nacionalista e se juntou ao Partido Nazista, logo após ouvir o discurso de Adolf Hitler em seu julgamento, que se seguiu ao Putsch de Munique. O ano de 1925 o encontra como Gauleiter do distrito sul do Reno e editor de uma violento jornal antissemita.
Em 1931 foi conduzido a Berlim por Hitler, que lhe entregou a chefia da organização do partido, após a demissão de Gregor Strasser, figura importante do nazismo caída em desgraça após violentas disputas internas pelo poder com Hitler. Seu currículo pobre e a experiência como líder de uma grande classe trabalhadora no Ruhr  significavam que ele parecia pertencer a uma ala socialista do partido, a que Hitler sempre se opôs, mas sua lealdade nunca foi questionada, o que lhe valeu a proteção do Führer contra o antagonismo de outros integrantes do partido, que o achavam um bêbado incompetente.
Quando se tornou chanceler da Alemanha em janeiro de 1933, Hitler o levou para Berlim e em abril, com a dissolução dos sindicatos pelo Estado, lhe entregou a chefia da Frente de Trabalho Alemã  (Deutsche Arbeitsfront), que se tornaria um simples braço do Estado na função de procurar uma maior eficiência e disciplina dos trabalhadores alemães para servir as necessidades do regime, particularmente na massiva expansão da indústria de armas.
Estabelecido no comando da DAF, Ley começou uma vida de abusos exagerada até para os padrões do regime nazista. Além de generosos salários e bônus, ele embolsava fundos da Frente para seu próprio benefício. Em 1938 possuía uma luxuosa propriedade em Colônia e villas em diversas cidades alemães, uma frota de carros, uma linha de trens privada e enorme coleção de obras de arte.
Ao mesmo tempo, aumentava seu tempo dedicado à bebida e as mulheres, o que o levou a cenas de embaraço público diversas vezes. Em 1942 sua segunda mulher suicidou-se com um tiro na cabeça após uma discussão sobre bebida. Seus subordinados passaram a exercer a liderança administrativa de Frente em seu lugar e ela se tornou um centro notório de corrupção, tudo pago pelas contribuições compulsórias dos trabalhadores alemães.

## Guerra
Robert Ley sempre esteve ciente de que o objetivo central do Terceiro Reich e de sua liderança na DAS era preparar a Alemanha para a guerra. Num discurso em 1939 ele enfatizava que “nós, nacional-socialistas temos monopolizado todos os nossos recursos e energias durante os últimos sete anos, para estarmos bem equipados para o supremo esforço da batalha”.
Com o início do conflito, sua importância começou a decair; a militarização da força de trabalho e a diversificação dos recursos de mão-de-obra para a guerra reduziram bastante o papel da DAS. Seu alcoolismo e comportamento bizarro passaram ser menos tolerados e ele foi suplantado pelo Ministro do Armamento Albert Speer como chefe da força de trabalho alemã. Á medida que os trabalhadores alemães eram cada vez mais conscritos nas forças armadas, trabalhadores estrangeiros, primeiro “convidados”da França, depois trabalhadores forçados da Polônia, Ucrânia e outros países do leste eram trazidos para os substituírem. Ley exerceu papel de destaque nesse programa, mas acabou sendo suplantado por Fritz Sauckel, que foi nomeado Plenipotenciário Geral da Força de Trabalho alemã.
Ele também esteve profundamente implicado no uso do trabalho escravo estrangeiro na Alemanha; em 1942 participou de um encontro com líderes da indústria de carvão, onde a questão central era “como tratar os russos” e Ley, bêbado, discursou conclamando os líderes mineiros a usar técnicas duras de disciplina contra seus trabalhadores estrangeiros.
Apesar de suas falhas de caráter, ele continuou sendo considerado por Hitler e até os últimos dias de guerra ainda fazia parte do círculo íntimo em volta do ditador alemão, junto com Martin Bormann e Joseph Goebbels.

## Prisão e suicídio
Em termos gerais, ele tinha conhecimento do programa nazista de extermínio dos judeus, apesar de não ter tido papel significante nele a despeito da violenta retórica antissemita demonstrada em seus discursos. Em 1941 compareceu a uma reunião com Speer, Bormann e Wilhelm Keitel, na qual Hitler mostrou seus pontos de vista sobre a questão judaica, deixando claro que pretendia realizar o “desaparecimento” dos judeus de um modo ou de outro.
Com o colapso da Alemanha em 1945, foi uma das poucas figuras do governo que se manteve fanaticamente leal ao Führer, participando de sua festa de aniversário em 20 de abril, no bunker de Berlim. No dia seguinte, viajou para a Baviera, na expectativa de que Hitler pudesse fazer do local seu último posto de defesa, mas quando o Führer se recusou a deixar a capital, foi para sua mansão em Berchtesgaden, onde foi preso por soldados americanos em 16 de maio de 1945, dando uma identidade falsa; identificado por um antigo desafeto do regime nazista, tentou se suicidar mas foi impedido.
Levado como réu ao Julgamento de Nuremberg junto a outros grandes líderes nazistas, Ley foi indiciado por crimes de guerra, crimes contra a humanidade e conspiração para começar uma guerra de agressão em violação a tratados internacionais.

Indignado por estar sendo tratado como criminoso, ele declarou ao psiquiatra da prisão: 
| “ | Seria mais justo que todos fossem colocados frente a um muro e fuzilados como perdedores da guerra, está bem, vocês venceram, mas é inadmissível serem trazidos a um tribunal como c-c-c.. (nota:ele era gago) nem consigo pronunciar a palavra cri..cri..criminoso! | ” |

Em 25 de outubro de 1945, quatro dias após ser indiciado no tribunal, Robert Ley conseguiu se enforcar na prisão, usando um laço de forca feito de toalhas amarradas, pendurado num cano do banheiro da cela.